# Agrypnus bipapulatus
Agrypnus bipapulatus là một loài bọ cánh cứng trong họ Elateridae. Loài này được Candèze miêu tả khoa học năm 1865.